# Idaea combinata
Idaea combinata là một loài bướm đêm trong họ Geometridae.